# Сан-Хуан Джаблоти
«Сан-Хуан Джаблоти» (англ. San Juan Jabloteh F.C.) — тринидадский профессиональный футбольный клуб из города Сан-Хуан. Выступает в ТТ Про-лиге, высшем футбольном дивизионе Тринидада и Тобаго. Проводит домашние матчи на «Хейсли Крофорд Стэдиум» в Порт-оф-Спейне.

## История
Футбольный клуб «Сан-Хуан Джаблоти» был основан в 1974 году. В 1999 году «Сан-Хуан Джаблоти» стал одним из восьми клубом, образовавших Профессиональную футбольную лигу Тринидада и Тобаго. Перед началом сезона 2012/13 клуб отказался от участия в Про-лиге по финансовым обстоятельствам. В следующем сезоне клуб вернулся в Про-лигу.

## Достижения
Национальные
- Чемпион Тринидада и Тобаго (4): 2002, 2003/04, 2007, 2008
- Обладатель Кубка Тринидада и Тобаго (3): 1998, 2005, 2010/11
- Обладатель Кубка лиги Тринидада и Тобаго (2): 2000, 2003
- Победитель Trinidad and Tobago Pro Bowl (2): 2005, 2006
- Победитель Trinidad and Tobago Classic (2): 2008, 2014

Континентальные
- Победитель Карибского клубного чемпионата (2): 2003

## Известные тренеры
- Клейтон Моррис (1999)
- Рон Ла Форест (2000-2003)
- Рикки Хилл (2003-2004)
- Стив Раттер (2004)
- Терри Фенвик (2005-2011)
- Кит Джеффри (2013-2020)